# Stanislav Lenič
Stanislav Lenič, slovenski škof, * 6. november 1911, Župeča vas, † 4. januar 1991, Ljubljana.
V letih od 1968 do upokojitve leta 1988 je služil kot ljubljanski pomožni škof, že od leta 1964 do 1988 pa tudi kot generalni vikar Nadškofije Ljubljana. Je edini škof, po rodu iz Posavja.

## Življenjepis
Rojen je bil 6. novembra 1911 v Župeči vasi, danes števila 30, pri Cerkljah ob Krki v kmečki družini. Oče Martin in mati Marija, rojena Mladkovič, sta mu zgodaj umrla, zato so zanj poskrbeli sorodniki in pa kaplan Matej Tomazin, ki mu je omogočil nadaljnje šolanje. Obiskoval je Škofijsko klasično gimnazijo v Zavodu sv. Stanislava v Šentvidu pri Ljubljani, kjer je maturiral leta 1933.
Študiral je teologijo na Teološki fakulteti v Ljubljani in bil 4. julija 1937 posvečen v duhovnika v ljubljanski stolnici. Tri leta je bil prefekt v dijaškem Zavodu Marijanišče v Ljubljani, obenem pa je nadaljeval študij in med vojno doktoriral na temo Nauk svetega Janeza Krizostoma o prvotnem stanju in izvirnem grehu.
Leta 1940 ga je takratni škof Gregorij Rožman imenoval za škofijskega tajnika, kjer je ostal do leta 1947, ko je bil 29. avgusta aretiran s strani režima. V tej službi je bil najožji škofov sodelavec in zanesljiva priča dogodkov medvojnih in povojnih let. Sledila so števila zasliševanja na montiranem procesu in leta 1947 obsodba na 12 let ječe. V različnih zaporih je bil osem let in pol, od tega kar 26 mesecev v samici. Od leta 1951 do leta 1953 je delal v taborišču na Žalah. Izpuščen je bil 23. aprila leta 1955. Po prihodu iz zapora je bil župnik v Sodražici. Nekaj let je tudi soupravljal Župnijo Gora pri Sodražici.
Med drugim vatikanskim koncilom ga je nadškof Jožef Pogačnik poklical v Ljubljano, kjer je opravljal več odgovornih služb na nadškofiji. Od leta 1964 je bil generalni vikar in stolni prošt. Papež Pavel VI. ga je 29. novembra 1967 imenoval za ljubljanskega pomožnega škofa, posvečen pa je bil 14. januarja 1968 v ljubljanski stolnici. Kot škof je bil še naprej generalni vikar ljubljanske nadškofije (do 1988), vodil dušnopastirsko službo za Slovence po svetu ter komisije za pokoncilsko bogoslužno prenovo, za duhovne poklice in cerkveno umetnost. Posebno pozornost je namenjal delu za duhovne poklice in dušnemu pastirstvu za Slovence po svetu.
Ko je leta 1988 stopil v pokoj, je v javnosti povedal veliko resnic in zanikal krivične obtožbe na račun škofa Rožmana in Cerkve. Po daljši bolezni je umrl 4. januarja 1991. Nadškof Alojzij Šuštar je ob njegovi krsti med drugim dejal, da je škof Lenič do zadnjega živo spremljal vsa dogajanja slovenske pomladi, tudi veliki dan sprave v Rogu, za katero si je tudi sam prizadeval.
Pod prisilo je v zaporu med letoma 1949 in 1955 napisal obsežne spomine. Ti spisi opisujejo tudi delovanje škofa Rožmana. Bili so priloženi prošnji za revizijo procesa proti škofu Rožmanu, vendar jih senat Okrožnega sodišča v Ljubljani ni upošteval. Deklasificirani so bili šele sredi leta 1996. Leta 1997 so pri Mohorjevi založbi izšli pod naslovom Stanislav Lenič: Življenjepis iz zapora, pri založbi Družina pa je izšel začetek njegove nedokončane avtobiografije pod naslovom Moji spomini.
Po njem se imenuje Leničev dom, ki je eden izmed domov duhovnosti Škofije Novo mesto in se nahaja v Sajevcah pri Kostanjevici na Krki. Leničev kip se nahaja na zunanjščini domače župnijske cerkve sv. Marka v Cerkljah ob Krki, spominsko obeležje pa pri rojstni domačiji v Župeči vasi.